# (9245) 1998 HF101
A (9245) 1998 HF101 a Naprendszer kisbolygóövében található aszteroida. A LINEAR program keretében fedezték fel 1998. április 21-én.